# 大嵐村
大嵐村（おおあらしむら）は山梨県南都留郡にあった村。現在の富士河口湖町大嵐にあたる。

## 歴史
- 1899年（明治32年）5月17日 - 鳴沢村の一部（大字大嵐）が分立して発足。
- 1955年（昭和30年）4月10日 - 西浜村と合併して足和田村が発足。同日大嵐村廃止。